# 萊納斯·羅徹
萊納斯·威廉·洛區（英語：William Roache，1964年2月1日—）是一位英國男演員。知名演出如電視劇《法網遊龍》（2008年至2010年）和《法網遊龍：特案組》（2011年至2012年）中的地區檢察官執行助理麥可·卡特，以及《维京传奇》（2014年至2017年）的威塞克斯國王埃格伯特一角。
洛區憑藉在電視電影《甘迺迪風雲歲月》（2002年）中飾演羅伯特·F·甘迺迪而獲金球獎迷你影集或電視電影類最佳男主角提名，並在《集結風暴》（2002年）中飾演拉爾夫·威格拉姆而贏得衛星獎最佳男配角——電視劇、連續短劇與電視電影。其他知名電影作品如《神父》（1994年）、《鸽之翼》（1997年）、《受難與激情》（2000年）、《星际传奇2》（2004年）、《蝙蝠俠：開戰時刻》（2005年）、《直航殺機》（2014年）和《曼蒂》（2018年）。

## 早年
萊納斯·洛區生於英格蘭曼徹斯特，是《加冕街》演員威廉·洛區和安娜·克羅珀的兒子。洛區曾就讀西薩塞克斯郡奇切斯特的盧法主教學校以及北威爾斯科爾溫灣的里德爾學校。之後在中央演講和戲劇學院就讀表演學系。

## 個人生活
2002年，他在伍斯特郡莫爾文丘陵區與演員羅莎琳德·班尼特結婚。

## 外部連結
- 萊納斯·羅徹在互联网电影资料库（IMDb）上的資料（英文）